# Josep Pasqual i Campo
Josep Pasqual i Campo (Sallent, 1730 – Vic, 1815) fou un metge establert a la capital vigatana.
Josep Pasqual va aconseguir el grau de doctor en medicina a la Universitat de Cervera el dia 4 d'abril de 1766. El 1770 era metge de Gurb. A finals de l'any 1771 va sol·licitar la plaça de metge de l'Hospital General de Pobres Malalts de Vic, aleshores vacant per la mort del metge Francesc Masnou. Per obtenir la plaça Pasqual va haver d'opositar competint amb els metges Josep Toner i Josep Oms. Va tenir un paper destacat en la creació de l'Academia Médico Práctica de Barcelona. En aquest sentit, va ser el primer metge forà que sol·licità la seva incorporació a aquesta institució (1770). Durant gairebé trenta anys, Pasqual hi va adreçar les taules meteorologicomèdiques, una sèrie d'escrits on recollia nombroses observacions sobre les epidèmies de la comarca de Vic, comentaris i reflexions sobre les seves experiències personals i altres dades relacionades amb factors ambientals que podien influir en l'estat sanitari de la població. Va tenir un contacte molt intens amb la resta d'acadèmics, i fou remarcable la seva actuació el 1779, quan l'Acadèmia estava en hores baixes i Pasqual esdevingué un dels principals promotors de la seva reactivació.
El 1785 va formar part de la comissió acadèmica que dictaminà sobre l'augment d'apoplexies i de morts sobtades a la ciutat de Barcelona. Un dels principals problemes mèdics amb què Pasqual es va enfrontar va ser el guariment de la sífilis. Entre les nombroses fórmules magistrals ideades durant l'època per combatre aquesta malaltia destacava el “sublimat corrosiu”, un compost mercurial recomanat pel metge vienès Gerard van Swieten. Pasqual, assabentat dels bons resultats obtinguts pels seus col·legues barcelonins, va decidir receptar el “sublimat corrosiu” als malalts de sífilis que visitava a l'Hospital de Vic. Però, tan bon punt anuncià el seu propòsit, la iniciativa va ser rebutjada per l'apotecari de l'Hospital, al·legant la seva toxicitat. La difusió d'aquest fet va provocar la controvèrsia entre la classe mèdica vigatana. Es van formar dos bàndols: els defensors de les virtuts terapèutiques del preparat i els que el consideraven com a verí.
Gaspar Armengol, metge militar destinat a Vic i detractor del sublimat corrosiu, va publicar la memòria titulada Historia Médico Práctica que por diálogos manifiesta algunas medicinas que baxo el apellido de especifico remedio obtienen en si un poderoso veneno en la qual, sense anomenar en cap moment a Pasqual, carregava contra els preparats mercurials com a medicaments d'ús intern. Tanmateix, Pasqual, sentint-se plenament al·ludit, va respondre amb la Respuesta critico Apologetica del Dr. Josef Pasqual a la Historia medicopractica del Dr. Dn. Gaspar Armengol. Aquesta memòria consta de dues parts ben diferenciades. En la primera, Pasqual dedica tota l'atenció a desmuntar i rebatre les afirmacions d'Armengol. Així, després d'un pròleg explicatiu, en el qual relata la història dels esdeveniments que el van dur a redactar una rèplica vindicativa, Pasqual respon metòdicament a cadascun dels tres diàlegs de l'obra de l'adversari. També inclou unes puntualitzacions referents als casos clínics comentats pel seu detractor. Pasqual, en la segona part de l'obra, i amb l'aval de les experiències dels companys acadèmics de Barcelona, explicita el conjunt de prevencions i de raons científiques que justifiquen l'ús terapèutic del sublimat corrosiu. Atribueix l'eficàcia del mercuri a la seva capacitat per penetrar en els humors corporals, valorant també la seva solubilitat en alguns líquids, cosa que fa disminuir el seu poder tòxic.
L'any 1783 Pasqual publicava el seu Discurso sobre el saludable y seguro método de hacer levantar los enfermos de la cama. L'obra, que Pasqual dedicava als metges novells, sostenia la tesi que d'acord amb el mecanisme de la circulació sanguínia i el conjunt de lleis físiques que regulen el fluid hemàtic, el fet d'aixecar els malalts del llit reportava canvis beneficiosos en la distribució de l'humor sanguini. Amb aquesta acció es «tallaven els efectes perniciosos de l'ímpetu de la sang vers el cap». A més, el fet d'abandonar el llit airejava els malalts enfebrats ajudant-los a rebaixar la temperatura corporal. Pasqual, per tal de vèncer les nombroses objeccions que aquesta pràctica havia suscitat, citava en aquesta obra nombroses autoritats mèdiques que avalaven el mètode proposat. També hi afegia una llista de casos experimentats per ell mateix que corroboraven els èxits d'aquesta mesura terapèutica.
Pasqual va ser un dels precursors de la pràctica de la inoculació preventiva contra la verola a Catalunya. Delerós de comprovar els efectes positius de la inoculació, primer la va assajar entre els seus familiars i seguidament començà a divulgar aquesta pràctica per tota la comarca. En aquest sentit, el 1775 Pasqual afirmava que «..Díez y ocho años hace que empecé el primero de estas tierras a inocular, lo he continuado felizmente, y lo han seguido un hermano, y cuñado mios en sus respectivos hijos, en testimonio de la seguridad de esta practica. La gente lo ha observado con gusto, lo han admirado muchos, lo han deseado algunos, y con todo estan sufriendo que se les arrebaten de sus ojos, y corazones los hijos, y amigos, fluctuando perpetuamente entre el deseo frio, y el temor infundado».
Juntament amb el seu germà Antoni és l'autor del Memorial sobre la colocación de un órgano en una de las salas del Hospital de Vic. En aquest treball es defensen els avantatges de la música com a reconfortadora dels neguits i angoixes dels malalts. Fins i tot se suggereix la interpretació d'una peça musical per tal d'acompanyar els últims moments dels malalts quan eren a punt de morir. També es remarcaven els beneficis i repercussions favorables de la música sobre els infermers encarregats de l'assistència directa dels desnonats i moribunds. Sembla que Pasqual va estar al capdavant del grup de metges que va redactar l'escrit Interes de todo el mundo: la formación de los hombres, la perfeccion de los médicos. Aquesta obra és un recull de consells i recomanacions dirigits als metges joves. S'adverteix als nous professionals que el coneixement mèdic es basa en l'observació, neix de la pràctica, i no s'ha d'amagar darrere d'especulacions teòriques. En aquesta direcció, Josep Pasqual, entusiasta defensor de l'observació clínica, es mostrava molt escèptic de la ciència que es pot aprendre en els llibres. Suggeria que «cada 25 o 50 años se hiciese un expurgatorio de libros de medicina, y se prohibiesen rigurosamente los inútiles o los malos; pues estos matan aun desde la sepultura de sus Autores». També va participar, juntament amb altres metges vigatans, en la redacció de dos informes sobre malalties epidèmiques i el seu tractament i prevenció en els anys 1803 i 1810.

## Obres
- Respuesta critico Apologetica del Dr. Josef Pasqual a la Historia medicopractica del Dr. Dn. Gaspar Armengol. Vic: Impremta de Tolosa, s.d.
- Discurso sobre el saludable y seguro método de hacer levantar a los enfermos de la cama, para uso de los médicos principiantes. Barcelona: Eulàlia Piferrer, 1783.
- «Memorial sobre la colocación de un órgano en una de las salas del Hospital de Vic». A: Memorias de la Real Academia Médico-Práctica de la Ciudad de Barcelona. Madrid: Imprenta Real, 1798, p. 173-178.
- Interés de todo el mundo: la formación de los hombres, la perfección de los médicos. Vic: J. Dorca, 1803.
- L'epidèmia de 1803. Vic: 1803. [Manuscrit conservat a l'Arxiu de l'Hospital de la Santa Creu de Vic.]
- La epidemia de Gerona. Vic: 1810. [Manuscrit conservat a l'Arxiu Municipal de Vic, Llibre 46 d'Acords.]